# Иудаизм в Испании
 История иудаизма в Испании начинается в эпоху Римской империи. Наибольшего расцвета еврейская община Испании достигла в Средневековье при владычестве мусульман, и при правлении христианских королей до изгнания в 1492 году. В настоящее время на территории Испании проживает лишь несколько тысяч представителей этого народа, однако потомки испанских евреев (сефарды) составляют около пятой части мирового еврейского населения.

## Древние времена

### Появление евреев на Пиренейском полуострове
Существует предположение, что страна Фарсис, упомянутая в книгах пророков Исаии, Иеремии, Иезекииля, Ионы, Абдеса, Третьей книге Царств, располагалась на Пиренейском полуострове, некоторые ассоциируют её с древней цивилизацией Тартесс, существовавшей здесь в I тысячелетии до н. э. Исходя из этого предположения, можно сделать вывод о том, что появление евреев на Пиренейском полуострове восходит ко временам правления Соломона.
Поддержка коммерческих отношений Израиля с Фарсисом была вполне вероятна. В книге пророка Иезекииля говорится: «Фарсис, торговец твой, по множеству всякого богатства, платил за товары твои серебром, железом, свинцом и оловом» (Иез. 27:12). Также этой торговле посвящены строки: «В три года раз приходил Фарсисский корабль, привозивший золото и серебро, и слоновую кость, и обезьян, и павлинов» (3Цар. 10:22). Сразу после описания торговой империи Тира (Иез. 27:12—14) следует упоминание о Фарсисе; кроме того, именно Фарсис был тем далёким краем, куда хотел сбежать пророк Иона от Бога (Ион. 27:1—3), в совокупности это указывает на то, что город располагался на западном побережье Средиземного моря. Финикийцы, союзничавшие с израильтянами во времена Соломона, также поддерживали тесные коммерческие отношения с Пиренейским полуостровом (где был заложен Гадес (Кадис), основание которого обычно датируется 1100 годом до н. э.). Всё это даёт возможность предположить, что связь между израильтянами и Пиренейским полуостровом была установлена ещё в I тысячелетии до н. э., однако нет ни одного прямого доказательства, что именно так развивалась история. В Кадисе была найдена печать с надписью (её изготовление относят к VIII—VII векам до н. э.); тем не менее, общего мнения о языке данной надписи не существует, большинство склоняется к финикийскому, но часть историков полагает, что это иврит.
Существуют более поздние легенды, согласно которым первые евреи прибыли на Пиренейский полуостров после разрушения Храма в 586 году до н. э., однако им не хватает исторической обоснованности, а главная цель их создания — доказательство непричастности евреев к смерти Иисуса Христа.

### Времена Римской империи
Первое неоспоримое пребывание на Пиренейском полуострове евреев относится к эпохе Римской империи. Конкретные даты основания первых еврейских общин в Испании не известны.
Хотя распространение евреев в Европу чаще всего ассоциируется с диаспорой, последовавшей за римским завоеванием Иудеи, эмиграция из Палестины в более расширенный римский средиземноморский район предшествовала разрушению Иерусалима от рук римлян при Тите. В своих «Памятных фактах и диктатах» Валерий Максим ссылается на евреев и халдеев, изгнанных из Рима в 139 году до н. э. за их «развращающие» влияния. Согласно Иосифу Флавию, царь Агриппа попытался отвратить евреев Иерусалима от восстания против римской власти, ссылаясь на евреев по всей Римской империи и в других местах; Агриппа предупредил, что «опасность касается не только тех евреев, которые живут здесь, но и живущих в других городах, ибо нет людей на земле, пригодной для обитания, которая не имеет какой-то части вас среди них, которых убьют враги ваши, если вы вступите в войну…».
В Послании к Римлянам Апостол Павел говорил о своём намерении двинуться в Испанию для проповедования Евангелия (Рим. 15:24—28), что свидетельствует о нахождении здесь в те времена еврейских общин.
Провансальский раввин и учёный, Авраам бен Давид из Поскьера, писал в 1161 году н. э: «Существует традиция [еврейской] общины Гранады, что они происходят от жителей Иерусалима, потомков Иудеи и Вениамина, а не из деревень, городов в отдаленных районах [Палестины]». В другом месте он пишет о семье своего деда по материнской линии и о том, как они пришли в Испанию: «Когда Тит победил над Иерусалимом, его офицер, который был назначен над Испанией, умиротворил его, попросив послать к нему пленников, составленных из знатных жителей Иерусалима, и поэтому он послал несколько из них к нему, и среди них были те, кто делал шторы и которые были хорошо осведомлены в работе из шёлка, и [те] чьё имя было Варухом, и они остались в Мериде». Здесь, раввин Авраам бен Давид ссылается на второй приток евреев в Испанию, вскоре после разрушения Храма.
Одним из материальных доказательств поселения евреев на полуострове служат две надписи на найденных могильных плитах (первая — в Таррагоне на иврите, вторая — в Тортосе на иврите, латыни и греческом языках), создание которых относится, согласно разным авторам, к периоду между II в. до н. э. и VI в. н. э. Вероятнее всего, III веку н. э. принадлежит надпись на захоронении еврейской девочки Соломонулы, расположенном в Абдэре (Адре). На острове Ивиса была обнаружена амфора с буквами еврейского алфавита, которая датируется по крайней мере I веком н. э.
Первым неопровержимым документом, подтверждающим наличие еврейских общин в Римской Испании, является свод правил, составленных на христианском Эльвирском соборе, состоявшемся в Эльвире (Гранада) в начале четвёртого столетия. Эти правила не только доказывают существование евреев на полуострове, но и представляют их как процветающее сообщество, активно занимающихся прозелитизмом. Собор предлагает участвовать борьбе с распространением иудаизма, который предстаёт как серьёзный противник ещё не ставшего официальной религией Империи христианства. Четыре из 81 правила относятся к евреям: 16-е, 49-е, 50-е и 78-е. Правило 16 запрещает христианам заключать браки с еврейскими женщинами под страхом отлучения от церкви на пять лет. Правило 49-е угрожает пожизненным отлучением от церкви христиан, которые позволят еврею благословить свои земли, а 50-е запрещает вероисповедующим эти две религии сидеть за одним столом. Последнее, 78-е правило, наказывает пятью годами отлучения от церкви христианина, вступившего в связь с еврейкой.
В римском обществе евреи считались не этническим сословием, а религиозной группой, которая в месте своего пребывания образовывала практически автономные общины-предшественники средневековых альхам, управляемые внутренним советом, члены которого обычно жили в одном районе, дабы располагаться ближе к синагоге, школам раввинов или к мясным и другим лавкам, в которые свозили кашерные продукты, приготовленные в соответствии с предписаниями закона Моисея. Евреи, которые не имели какого-либо специфического профессионального занятия, пользовались особым статусом своей религии, несмотря на то, что часть римлян относилась к ним с недоверием из-за монотеизма и религиозных обычаев, которые вызывали сложности ассимиляции с остальным населением.

## Средние века

### Эпоха вестготов
В начале VI века территорией Пиренейского полуострова завладели вестготы. Вестготы, — арианские христиане, изначально не были заинтересованы в гонении евреев. Первый документ Вестготской Испании, в котором идёт упоминание о них — Бревиарий Алариха, изданный по приказу короля Алариха II, был обнародован в Тулузе в 506 году. Этот законодательный документ, составленный на основе римского права, устанавливал для евреев те же ограничения, что и римские законы IV—V веков, когда империя уже стала католической, запрещались смешанные браки, строительство синагог и, среди многих прочих ограничений, владение рабами-христианами, а христианин, обращённый в иудаизм, подвергался суровым наказаниям. Тем не менее, вестготские законы были относительно мягкими, так как разрешали реставрацию уже существующих синагог и осуществление собственного правосудия по религиозным и даже гражданским спорам. Кроме того, многие историки полагают, что эти законы не применялись со всей строгостью.
Ситуация изменилась, когда король Реккаред I, желая создать единое религиозное пространство на всём полуострове, принял католицизм. В течение VII века вестготская монархия, в тесном сотрудничестве с Католической церковью, вела противоборствующую деятельность в отношении еврейских общин. В период правления Сисебута антисемитские законы стали значительно строже, начало происходить насильственное обращение в христианство, что заставило многих евреев покинуть королевство и обосноваться на севере Африки.
В последующие годы положение евреев лишь ухудшилось. В обществе испытывалось сильное недоверие к многочисленным вновь образовавшимся христианам, которые появились после гонений Сисебута, и в 638 году, во время правления Хинтилы, они должны были принести особую клятву согласия (placitum), публично отказавшись от старой веры. Давление на евреев, пожелавших остаться приверженцами своей религии, становилось всё сильнее. Король Эгика, ссылаясь на предположительный заговор, в 694 году на Семнадцатом Толедском соборе вынес решение об обращении в рабство всех евреев, в том числе и сменивших веру, и беспощадно преследовал их вплоть до самой смерти в 702 году.

### Евреи в Аль-Андалус
Арабское завоевание Пиренейского полуострова в 711 году положило конец гонениям евреев со стороны вестготских монархов и Католической церкви. Остаётся открытым вопрос, поступали ли мусульманам, проживавшим по другую сторону пролива Гибралтар, просьбы иудеев о помощи, однако, можно утверждать, что они были радушно приняты и в то время как армии Тарика ибн Зияда и Мусы ибн Нусайра продвигались на север, мусульмане участвовали в охране некоторых городов, таких, например, как Кордова, Севилья, Гранада (или Эльвира), совместно с еврейским населением. В Средневековье в христианских королевствах, расположенных не только на территории полуострова, был распространён миф о «предательстве» евреев, заключивших союз с мусульманами для уничтожения христиан (к примеру, существовала версия о том, что именно они сдали Толедо); позже, во время крестовых походов (1099—1291) вера этот миф особо усилится.
Мусульмане, согласно учениям Корана, считали, что христиан и евреев («людей Писания»), не следует обращать в свою религию при помощи силы и что они заслуживали особого обращения — зиммы (ذمّي‎, dhimmi — «защищённые») обретали гарантии жизни, сохранения собственности, свободу вероисповедания, а также высокий уровень юридической автономии, которая им позволяла, к примеру, иметь судебные инстанции для решения внутренних споров в общинах.
Однако взамен их обложили непомерными налогами, обязали принять особый статус меньшинства и соблюдать различные дискриминационные требования, в частности, они не имели права занимать военные или политические должности, относящиеся к юрисдикции мусульман. На судах значение голоса зимми оценивалось ниже, так же, как и компенсация в случае кровной мести. Обвинения в богохульстве были обычным происшествием, а наказанием назначалась смертная казнь. Во время судов они не имели права дачи показаний для защиты и, таким образом, чтобы спасти свою жизнь, должны были обратиться в ислам. Брачное табу для мужчин-зимми, которые подвергались наказаниям за интимные связи или женитьбу на мусульманке, ограничения в вопросах наследования, в выборе одежды, использовании животных и отдельных видах деятельности, ещё некоторые примеры дискриминации, имевшей место в основных областях жизнедеятельности общества. Тем не менее, степень строгости применения зиммы варьировалась в соответствии с нравами времени и не всегда была наивысшей, доказательством чему служит немалое число евреев, заполучивших высокие посты в андалузских государствах.
Юридическая автономия, которой, как уже было сказано, довольствовались евреи в Аль-Андалус, заключалась в организации общин в альхамы. Альхамы представляли собой самоуправляемые общества, состоявшие из еврейских общин нескольких населённых пунктов; они имели собственные судебные органы, регулировавшиеся в соответствии с юридическими нормами, разработанными на основе галахи. Устройство альхам сохранялось и в христианской Испании и оказалось вне закона лишь после изгнания евреев.
Положение евреев в Аль-Андалус не всегда было одинаково. В целом, можно выделить два периода — до и после вторжения альморавидов (около 1086 года).
Первый этап совпадает с периодами существования Кордовского эмирата (756—912 годы), Кордовского халифата (912—1031 годы) и первых государств тайфы (1031—1086). Это был самый благоприятный период существования евреев в мусульманской Испании, особенно в эпоху правления Абд ар-Рахмана III. Большое число евреев достигло высокого социального и экономического уровня, а иудейская культура, под сильным арабским влиянием, вошла в свой золотой век (хотя, некоторые историки, такие как Джозеф Перес, ставят под сомнение использование данного термина).
Альморавиды успешно пользовались интеллектуальными способностями евреев и их усердием во взимании и управлении налогами, так что их назначали на должности финансистов, дипломатов и пр. Известны даже случаи занятия постов губернаторов и советников эмиров. Когда у власти оказались альмохады, положение евреев радикально изменилось. Бескомпромиссное отношение к своей вере этой династии африканского происхождения понизило уровень терпимости к иудеям. С XII века еврейское население начало массовое переселение, большая часть укрылась в северных христианских королевствах, монархи которых вели полномасштабную деятельность по увеличению численности населений своих государств, и потому нуждались в большом количестве вновь прибывших людей.

### Евреи христианских королевств
Происходящее при дворах христианских королей дает ясное представление о положении евреев в то время. К примеру, король Арагона Хайме II в своём письме дочери писал: «Дочь, мы получили Ваше письмо … касающееся сына, которого Вы родили… И ещё, дочь, не растите его так, как Вы привыкли — по советам евреев».
С другой стороны, надпись на иврите на стенах синагоги дель Трансито в Толедо гласит: «Король Кастильи возвеличил и превознёс Самуэля Ха-Леви; и поставил его выше всех своих принцев… Без согласования с ним никто не смеет пошевелить ни рукой, ни ногой».
Кроме того, короля Фернандо III после взятия Севильи стали называть королём трех религий — имя, которое ни одному европейскому монарху не было под силу закрепить за собой.
В области культуры роль евреев заключалась в передаче знаний мусульман. Благодаря этому оказалось возможным, совместно с арабами, провести огромную работу по собранию, переводу и обнародованию всего интеллектуального человеческого наследия тех времён (первым монархом, положившим начало созданию этих документов, стал Альфонсо X).
Следующей областью, активная работа евреев в которой не подвергается сомнению, стала медицина, при королевском дворе не служило ни одного врача, который не был бы евреем. Это не мешало издавать указы, запрещавшие христианам прибегать к помощи медиков-иудеев; однако очевидное неисполнение этих указов начиналось с самого короля.
Помимо этого евреи занимались взиманием налогов и хранением государственной казны. Приближённое положение как к королю и знати, так и к представителям Римско-католической церкви сделало особо заметной пустоту, образовавшуюся после их изгнания. Однако, это положение было весьма хрупким и сложным для сохранения, несмотря на то, что евреи являлись неотъемлемой частью высшего общества, простому народу они представлялись угнетателями и стали средоточием людской ненависти; этим с лёгкостью могло пользоваться духовное сословие для инициирования антисемитских гонений. Короли понимали важность евреев для государственной экономики и оказывали им поддержку; даже Фердинанд II, по венам которого текла еврейская кровь, заявил в 1481 году, что издать закон с целью запретить что-то еврею — это всё равно, что запретить что-то ему самому.
В прогрессировавшем в XV веке гонении евреев начала проявляться жестокость, и королевский двор оказался беспомощным, чтобы прекратить его, ведь они рисковали потерять поддержку подданных. Кроме того, знать, в основном, по экономическим соображениям, уже породнилась с евреями и их общественные позиции начали сдавать. В XVI веке в свет вышли две книги — «Зелёная книга Арагона» (Libro verde de Aragón) и «Тёмное пятно Испанской знати» (El tizón de la nobleza de España), в которых приводились доводы о том, что практически всё знатное испанское сословие в той или иной степени имело примесь еврейской крови.

## Новое время

### Антисемитизм и инквизиция
В XV веке жертвами антисемитских настроений стали евреи, обращённые в христианство, которых называли «новыми» христианами (как противопоставление «исконным» христианам, считавшим себя истинными католиками). Так, когда в период между 1449 и 1474 годами Кастилья переживала экономические трудности и политический кризис (особенно во время гражданской войны при правлении Энрике IV), постоянно вспыхивали народные волнения против обращённых, первое и наиболее значимое из которых произошло в Толедо в 1449 году. Результатом этого бунта стало принятие так называемого Сентенция-Эстатуто, запрещавшего обращённым еврейского происхождения занимать государственные должности, предшественника законов о чистоте крови, которые появятся в Испании в следующем веке.
Чтобы оправдать нападения на обращённых, утверждалось, что они не были настоящими христианами и в действительности продолжали тайком исповедовать иудаизм. Следует отметить, что, согласно Жозефу Пересу, обращённые, всё-таки оставшиеся приверженцами своей веры, хоть и были меньшинством, но имели большой вес. Подобной точки зрения придерживается и Генри Кеймен, в работе которого также говорится, что когда обращённых обвиняли в исповедовании иудаизма, во многих случаях в качестве «доказательств» приводили культурные элементы, сохранившиеся от предков, например, выходной в субботу, а не в воскресенье, или нехватку информации о новой религии, незнание Кредо (католическое название Символа веры) или употребление мяса в Великий пост.
Когда в 1474 году Изабелла I, будучи замужем за наследником Арагонской короны Фердинандом II, взошла на трон, криптоиудаизм не был наказуем, «конечно же, не из-за терпимости или безразличия, а по причине недостатка юридических инструментов, способных описать этот вид преступлений» (Жозеф Перес). Поэтому после принятия решения о начале борьбы с «проблемой обращённых» короли направили к папе Сиксту IV просьбы о предоставлении права на назначение инквизиторов в своих королевствах, на что понтифик дал согласие, обозначив его в булле от 1 ноября 1478 года «Экзигит Синсерэ Девотионис». «С созданием инквизиторского трибунала власти обретут все необходимые средства и инструменты для проведения расследований» (Жозеф Перес). Фердинанд II и Изабелла I «были уверены, что Инквизиция заставит обращённых полностью отдаться новой вере: в тот день, когда все новые христиане откажутся от иудаизма, их ничто не будет отличать от остальных членов общества» (Жозеф Перес).

### Изгнание
На заседании ко́ртесов в Мадригале в 1476 году католические короли, Фердинанд II и Изабелла I, вернулись к давно вступившему в силу, однако, не всегда строго исполнявшемуся, указу 1412 года, который устанавливал правила в отношении евреев, исключал ношение дорогостоящей одежды, обязывал вешать на правое плечо круглый рыжий отличительный знак, запрещал вступать в должности, при замещении которых в подчинении оказывались христиане, иметь слуг-христиан, предоставлять денежные займы под проценты и др. Четыре года спустя на заседании кортесов в 1480 было решено продолжить вести политику в этом же направлении, евреев обязали жить в отдельных районах, выходить из которых разрешалось лишь днём для исполнения рабочих обязанностей. С этого времени еврейские кварталы превратились в обнесённые стенами гетто, в которых евреи были заключены, чтобы избежать «позора и вреда для нашей святой веры» (Жозеф Перес).
По просьбе инквизиторов, которые приступили к выполнению своих функций в Севилье в начале 1480-х, в 1483 году короли приняли ещё одно суровое решение изгнать евреев из Андалусии. Инквизиторы убедили монархов, что до тех пор пока обращённые поддерживают контакт с евреями, покончить с криптоиудаизмом не удастся.
31 марта 1492 года, чуть позже завершения Гранадской войны, которая покончила с последним мусульманским редутом на Пиренейском полуострове, католические короли подписали в Гранаде Альгамбрский эдикт (правда, обнародован документ был не сразу, лишь в конце апреля). Инициатива издания указа принадлежала Инквизиции, Великий инквизитор которой (Томас Торквемада) был назначен ответственным за его редакцию. Затем, на протяжении четырёх месяцев, до 10 августа, он сосредотачивался на работе по исполнению этого указа, чтобы все евреи окончательно покинули Арагонскую корону и Корону Кастильи: «Решаем выслать всех евреев и евреек из наших королевств, и никогда ни один из них не вернётся сюда». Евреям предоставлялся определённый период времени, в течение которого они могли продать своё недвижимое имущество и забрать оплату за него в виде векселей (вывоз чеканных монет, золота и серебра был запрещён законом) или продуктами.
Хотя в эдикте не упоминалась возможность обращения в христианство, эта альтернатива, безусловно, предоставлялась иудеям. Как пишет историк Луис Суарес, евреи имели в распоряжении «четыре месяца, чтобы принять самое страшное решение в жизни — забыть свою веру, чтобы объединиться с ним [с королевством, с политическим и гражданским обществом] или покинуть родную землю для её сохранения». В действительности в течение этих четырёх месяцев, предоставленных для обращения, многие евреи, в особенности богатые и образованные, приняли христианство, среди них большинство составляли раввины.
Евреи, решившие не обращаться в католицизм, в связи с весьма ограниченными сроками для выезда были вынуждены продавать за бесценок своё имущество, и зачастую приходилось принимать попросту смешное количество разрешённого к вывозу товара, предлагаемое взамен; возможность получения оплаты векселями также была малопривлекательной, так как банкиры, в основном итальянцы, требовали огромные проценты. Кроме того, евреям пришлось столкнуться с большими трудностями при попытках возвратить ранее одолженные христианам деньги. Также им было необходимо разрешить вопросы, связанные с расходами на переезд, на транспорт, продукты питания, оплату морской переправы, дорожные пошлины и пр.
В указе объяснялась причина изгнания иудеев — для обращённых они служили примером и побуждали вернуться к своей старой религии. В первой части документа говорится, «хорошо известно, что в наших владениях проживают нехорошие христиане, которые исповедуют иудаизм и совершили вероотступничество от святой Католической церкви, основной причиной этого являются близкие отношения между христианами и евреями» (Жозеф Перес, Луис Суарес).
Среди историков ведутся широкомасштабные споры о существовании каких-либо других мотивов для изгнания евреев, помимо изложенных католическими королями в указе. Определённого консенсуса удалось достичь в вопросе изгнания в общеевропейской перспективе, католические короли стали последними из монархов больших западноевропейских государств, постановивших выдворить иудеев за пределы своих владений, Королевство Англия сделала это в 1290 году, а Франция — в 1394. Во всех случаях целью изгнания было достичь единства вероисповедания в своих государствах — принцип, который получил определение в XVI столетии в виде формулы «cuius regio, eius religio» (с лат. — «чья страна, того и вера»), согласно которому поданые должны исповедовать ту же религию, что и их государь. Как отмечает Жозеф Перес, изгнание «положило конец тому, что изначально из себя представляла христианская Европа: единую нацию, в которой сосуществовали различные религиозные сообщества». «Задачей, которую тогда поставили монархи, было создание христианского мира посредством ассимиляции евреев и иудействующих. Короли очевидно полагали, что перспектива изгнания заставит их массово принять христианство и, таким образом, постепенная ассимиляция покончит с остатками иудаизма. В этом они ошибались. Большое число евреев предпочло уехать и сохранить свою веру, понимая, что это подразумевало лишения, мучения и притеснения. Они решительно отказались от ассимиляции, которую им предлагали в качестве альтернативы».
К спорным вопросам относится и число изгнанных с полуострова евреев. Цифры колеблются от 45 000 до 350 000, хотя современные исследователи, среди которых, например, Жозеф Перес, останавливаются на 50 000 с учётом тысяч евреев, вернувшихся по причине дурного обращения, с которым пришлось столкнуться в новых местах поселения, таких как Фес (Марокко). Хулио Вальдеон, ссылаясь также на последние исследования, приводит цифру (без учёта возвратившихся) от 70 000 до 100 000, из которых от 50 000 до 80 000 были уроженцами Кастильи.
Как отметил Жозеф Перес, «в 1492 году, пожалуй, заканчивается история испанского иудаизма, который позже существовал лишь в подпольных формах, вечно преследуемых аппаратом инквизиции и подозрительностью общества, которые видели в евреях, иудействующих и даже в честных обращенных закоренелых врагов католицизма и самобытности Испании, такой, как её понимали и преподносили некоторые влиятельные духовные лица и интеллигенция, занявшие близкую к расизму позицию».

### Сефарды
Большинство изгнанных евреев поселилось на севере Африки (иногда делая остановку сначала в Португалии), а также в других ближайших государствах — Королевстве Португалия, королевстве Наварра или на территории итальянских земель; в последних их, как ни парадоксально, принимали за испанцев. Из Португалии и Наварры их также выгнали несколькими годами позже — в 1497 и 1498 годах соответственно. Евреям пришлось опять мигрировать, из Наварры основная часть переселилась в Байонну, а из Португалии — на север Европы, в Англию или во Фландрию. На севере Африки те, кто остановились в Королевстве Фес, страдали от плохого обращения и постоянных грабежей даже со стороны коренных евреев, живших здесь уже долгое время, поэтому многие предпочли вернуться и покреститься. Наиболее удачливыми оказались те, кто выбрал для поселения территории Османской империи, как в Северной Африке и на Ближнем востоке, так и на Балканах после пересечения Италии. Султан Баязид II распорядился, чтобы их хорошо приняли, а его преемник Сулейман I однажды высказал королю Фердинанду: «Поэтому Вы зовётесь королём, что разоряете свои земли и обогащаете мои?». Этот же султан сообщил послу Карла V, что «удивлен, что Кастилия избавилась от евреев — ведь это значило избавиться от богатства».
Так как некоторые евреи отождествляли Испанию, Пиренейский полуостров, с библейским топонимом Сфарад, многих изгнанных евреев стали называть «сефардами». Помимо религии они «также сохранили многие унаследованные от предков традиции, в частности, до наших дней они используют испанский язык, разумеется, не язык Испании XV века, а эволюционировавший, переживший со временем заметные изменения, однако, с прежней структурой и основными правилами как в средневековом испанском. […] Сефарды никогда не забывали землю своих предков, питая к ней противоположные чувства, с одной стороны, злобу из-за печальных событий 1492 года, с другой, с течением времени, ностальгию по потерянной родной земле» (Жозеф Перес).

## Новейшее время
Несмотря на то, что в течение веков на территории Испании не существовало ни одной еврейской общины, в культуре страны присутствовал скрытый антисемитизм. Стереотипное изображение еврея долгое время использовалось для многочисленных работ юдофобской политики Католической церкви. Инквизиция и законы о чистоте крови действовали достаточно долгое время. Инквизиция была упразднена в 1813 году на заседании кортесов в Кадисе, однако несколько позже была возрождена Фердинандом VII и окончательно исчезла лишь 15 июля 1834 года во время правления Марии Кристины. Вопреки тому, что конституция 1837 года утверждала, что любой испанец может быть избран для замещения государственных должностей, законы о чистоте крови сохраняли силу вплоть до издания указа от 15 мая 1865 года. Наконец, в 1869 году 21-я статья новой конституции признала законной свободу вероисповедания.
Сенатор Анхель Пулидо Фернандес в 1904 году организовал просефардскую кампанию, целью которой стало установление связей между Испанией и еврейскими общинами Европы и Северной Африки, образованными потомками изгнанных католическими королями в 1494 году.
В 1910 году при поддержке Альфонсо XIII для восстановления отношений с сефардами был создан Испано-еврейский союз. В Испанском Марокко в него вступило около 4000 человек. Под королевским покровительством здесь было основано несколько школ для сефардских детей, Балканам была оказана материальная помощь для организации кафедр испанского языка.
В 1915 году в Мадриде была открыта кафедра иврита под управлением Абама Йауды.
Во время Первой мировой войны в Испанию прибыло большое число евреев; это была точка наивысшего расцвета инициированной Пулидо кампании. В 1916 году группа либералов, состоящая из интеллигенции и политиков, среди которых был высланный из Франции лидер сионистов Макс Нордау, обратилась к королю с просьбой выступить в защиту сефардов Палестины, угнетаемых антисемитской политикой со стороны турок.
В 1920 году по инициативе Пулидо был основан Международный дом сефардов.
В 1920-е годы испанское руководство начало политику сближения с сефардской общиной, которой придерживались и последующие правительства вплоть до падения Второй Республики. 20 декабря 1924 года, во время диктатуры Примо де Ривера, был издан указ, согласно которому членам этой общины предлагалась возможность получить испанское гражданство, хотя, лишь некоторые евреи, в основном из Салоников, смогли воспользоваться этим предложением. Позднее, во время Второй мировой войны, испанский посол в Венгрии Анхель Санс Брис, действуя независимо от франкистского правительства, использовал этот указ и спас сотни евреев, сославшись на их испанское происхождение, хотя большинство из них его не имели.
Возврат к демократии не смог обеспечить исчезновение юдофобии в испанской культуре. Несмотря на то, что число членов еврейской общины Испании совсем невелико, в том числе по отношению к общему населению, антисемитизм получил широкое распространение в обществе, где общественное мнение зачастую навязывалось средствами массовой информации. Экономический кризис Испании 2009 года ещё более усложнил эту ситуацию, результаты различных опросов показали, что треть испанцев испытывают неприязнь по отношению к евреям.